# Tentativa de golpe de Estado na República Centro-Africana em 1982
A tentativa de golpe de Estado na República Centro-Africana de 1982 ocorreu em 3 de março de 1982,  quando o político da oposição e líder do partido Movimento para a Libertação do Povo Centro-Africano (MLPC), Ange-Félix Patassé, voltou do exílio para a República Centro-Africana e realizou um golpe de Estado mal sucedido contra o general André Kolingba (o próprio assumiu o poder no golpe de Estado de 1981) com a ajuda de alguns oficiais militares, como o general François Bozizé, que acusou Kolingba de traição e proclamou a mudança de poder na Rádio Bangui.   Quatro dias depois, não tendo conseguido o apoio das Forças Armadas Centro-Africanas, Patassé escondeu-se na Embaixada da França na República Centro-Africana em busca de refúgio. Após negociações acaloradas entre o governo Kolingba e a França, Patassé foi autorizado a sair para o exílio no Togo.  Bozizé fugiu para o norte do país com 100 soldados,  antes de se refugiar na França. 